# Trafikregler
Trafikregler är de lagar och regler för hur man skall bete sig i trafik av ett visst slag, så att den skall bli så säker som möjligt. Trafikreglerna är ofta internationellt anpassade.

## Regelverk
För olika trafikslag gäller olika regelverk:
- Järnvägsstyrelsens trafikföreskrifter som gäller reglerna för järnvägstrafik i Sverige och är anpassade till den europeiska standarden ERTMS European Railway Traffic Management System.
- Sjövägsreglerna som gäller alla fartyg på världens hav och våra insjöar och utges av sjöfartsverket. Följer de internationella reglerna.
- Bestämmelser för civil luftfart i Sverige som utges av luftfartsstyrelsen. Hänvisar i hög grad till internationella bestämmelser.
- Vägtrafikförordningen som beskrives nedan.

## Vägtrafikregler
För vägtrafik åsyftas hur man skall styra landgående motorfordon samt hur gående och cyklister skall förhålla sig till den. Varje land sätter sina trafikregler. Den som bryter mot dem och stoppas av polis får böta, vid grövre brott även fängelse.
Vissa regler förekommer i de flesta länder, till exempel förbud mot rattfylleri. Däremot kan högsta tillåtna promillehalten, liksom straffen för den som åker dit, variera.

## Historia
Fram till slutet av 1800-talet fanns enklare regler för dåtidens trafik, främst häst och vagn, till exempel påbjöds antingen högertrafik eller vänstertrafik.
Med bilarna blev trafikreglerna allt viktigare då hastigheterna ökade, särskilt efter att massbilismen slagit igenom.